# Ychoux
 Ychoux  es una población y comuna francesa, situada en la región de Aquitania, departamento de Landas, en el distrito de Mont-de-Marsan y cantón de Parentis-en-Born.

## Demografía
| 1005 | 1072 | 1349 | 1514 | 1586 | 1485 |
| Para los censos de 1962 a 1999 la población legal corresponde a la población sin duplicidades (Fuente: INSEE [Consultar]) |      |      |      |      |      |